# Witkopspreeuw
De witkopspreeuw (Sturnia blythii) is een vogelsoort uit de familie Sturnidae. Soms wordt hij gezien als ondersoort van de grijskopspreeuw (Sturnia malabarica).

## Verspreiding en leefgebied
Deze soort is endemisch in het zuidwesten van India.